# Амількар Коджові
Амількар Адулай Джау Коджові (англ. Amilcar Adulai Djau Codjovi / ісп. Amilcar Adulai Djau Codjovi; нар. 22 лютого 2002) — англійський та іспанський футболіст, півзахисник полтавської «Ворскли».

## Життєпис
Вихованець клубу «Моркем». За першу команду клубу з однойменного міста так і не дебютував, але по 1 разу потрапляв до заявки на поєдинки Другої ліги та Трофея Футбольної ліги.
Після тривалого перегляду, на початку січня 2021 року підписав контракт з «Ворсклою», де спочатку виступав за юнацьку та молодіжну команду клубу. На професіональному рівні дебютував за полтавський клуб 2 жовтня 2021 року в переможному (3:0) домашньому поєдинку 10-го туру Прем'єр-ліги України проти петрівського «Інгульця». Коджові вийшов на поле на 89-ій хвилині, замінивши Олів'є Тілля.